# Anemia muenchii
Anemia muenchii är en ormbunkeart som beskrevs av Christ. Anemia muenchii ingår i släktet Anemia och familjen Anemiaceae. Inga underarter finns listade.